# Никифорово (Верховажский район)
Никифорово — упразднённый хутор в Верховажском районе Вологодской области России.

## География
Урочище находится в северной части области, в подзоне средней тайги, в пределах южной части Важско-Кулойской низины, к востоку от реки Пеженьги, на расстоянии примерно 19 километров (по прямой) к юго-западу от села Верховажье, административного центра района.

### Климат
Климат характеризуется как умеренно континентальный. Среднегодовая температура воздуха — +1,8 °C. Абсолютный минимум температуры воздуха составляет −46 °C; абсолютный максимум — +37 °C. Безморозный период длится 110—115 дней. Среднегодовое количество атмосферных осадков составляет 637 мм. В течение года преобладают ветра юго-западного направления.

## История
По данным на 1926 год, числилось 4 хозяйства и 23 жителя (12 мужчин и 11 женщин). В административном отношении хутор Никифоровский входил в состав Верховажской волости Вельского уезда Вологодской губернии.
В 1940 году входил в состав Верховского 1-го сельсовета Верховажского района Вологодской области. Упразднён не позднее 1973 года.